# 46643 Yanase
46643 Yanase è un asteroide della fascia principale. Scoperto nel 1995, presenta un'orbita caratterizzata da un semiasse maggiore pari a 2,9773587 UA e da un'eccentricità di 0,0876607, inclinata di 10,10117° rispetto all'eclittica.